# Martyrerna i Compiègne
Martyrerna i Compiègne var en grupp på 16 nunnor ur Karmelitorden som avrättades under skräckväldet under franska revolutionen i Paris i Frankrike den 17 juli 1794. De blev alla saligförklarade 1906.
Den 14 september 1792, i tillämpning av lagen om religiösa församlingar, utvisades karmeliterna från karmelitklostret i Compiègne. De blev inhysta i staden Compiègne av några familjer, och bodde i små grupper i fyra hus, noga övervakade av den lokala polisen. De fortsatte ändå, men i hemlighet, att leva sina liv i enlighet med heliga Teresa av Ávilas regel, och att gå diskret till mässan.
Lagarna i Prairial år II skärpte den antireligiösa politiken. 23 juni 1794 arresterades nunnorna och fängslades i det tidigare visitationsklostret, som hade blivit ett fängelse. De skickades till Paris den 12 juli för rättegång.
När de anlände till Conciergeriets innergård efter en ansträngande resa, fick de, med händerna bundna bakom ryggen, klara sig så gott de kunde för att snabbt kliva av vagnen, eftersom de inte fick hjälp att stiga av.
Nunnorna ställdes summariskt inför rätta, dömdes och fördes till Place de la Nation för avrättning 17 juli 1794. När en klostergemenskap avrättades brukade bödlarna vanligtvis avrätta samfundets överordnade först, sedan alla i tur och ordning enligt rang, från de äldsta till de yngsta. Undantagsvis, för denna avrättning, var det motsatsen: Constance de Jésus, den yngsta karmeliten, knäböjde inför sin överordnade priorinnan Thérèse de Saint-Augustin för att ta emot hennes välsignelse: sedan följde alla andra nunnorna efter, sedan på samma sätt hade mottagit priorinnans välsignelse, och slutligen klättrade abbedissan själv upp på schavotten. 
Nunnornas kroppar begravdes sedan i en gemensam grav på den närliggande Picpus-kyrkogården.
De sexton martyrerna:
1. Syster Constance de Jésus (29)
2. Syster Saint Louis (42)
3. Syster Euphrasie de l’Immaculée Conception (58)
4. Syster Julie-Louise de Jésus (53)
5. Syster Sainte Marthe (51)
6. Syster av Jésus Crucifié (78)
7. Syster Marie du Saint Esprit (52)
8. Syster Saint François-Xavier (33)
9. Syster Thérèse de Saint Ignace (51)
10. Syster Charlotte de la Résurrection (78)
11. Syster Thérèse du Cœur de Marie (52)
12. Syster Catherine (52)
13. Syster Thérèse (49)
14. Moder Henriette de Jésus (49)
15. Syster Marie-Henriette de la Providence (34)
16. Moder Thérèse de Saint-Augustin (41)